# 串間市立市木中学校
串間市立市木中学校（くしましりつ いちきちゅうがっこう）は、宮崎県串間市大字市木にあった公立中学校。2017年3月を以って閉校となり、同年4月より串間市立串間中学校に統合された。

## 沿革
- 1947年5月8日 - 市木村立市木中学校として開校。
- 1953年11月15日 - 校旗制定。
- 1954年11月3日 - 串間市の発足に伴い串間市立市木中学校に改称。
- 1955年2月20日 - 校旗制定、電話架設。
- 1958年11月8日 - 講堂落成。
- 1971年4月5日 - 鉄筋コンクリート造の新校舎落成。
- 1974年5月8日 - 完全給食開始。
- 1977年3月14日 - 体育館竣工。
- 1979年8月20日 - プール落成。
- 1990年4月1日 - 準へき地校に指定。

## 概要
- 生徒数18名
- 学級数2個（通常学級1、複式学級1、特別支援学級0）
- 職員数8名

（2009年4月1日現在）
- 準へき地校の認定を受けている。

## 学区
- 市木小学校 通学区域
  - 大字市木

## 交通
- JR日南線 串間駅から「よかバス」市木線で45分。「古都」下車。